# هوانگ لیپینگ
هوانگ لیپینگ (به انگلیسی: Huang Liping) ژیمناست زادهٔ ۱۹۷۲ میلادی اهل کشور چین است.